# Carl Molin
Carl August Molin (i riksdagen kallad Molin i Aspa bruk), född 19 september 1875 i Nysunds socken, död 1 juni 1948 i Örebro, var en svensk folkskollärare och politiker (liberal, senare socialdemokrat). 
Carl Molin, som var son till en skogvaktare, var folkskollärare i Aspa bruk från 1904. Han var också ordförande kommunalstämman och kommunalfullmäktige i Hammar, där Aspa bruk ingick.
Han var riksdagsledamot i andra kammaren i två omgångar: den 20 mars 1919 till 1920 års utgång för Örebro läns södra valkrets och 1922-1924 för Örebro läns valkrets. Den första riksdagsperioden tillhörde han Frisinnade landsföreningens riksdagsparti Liberala samlingspartiet, men han övergick sedan till socialdemokraterna och företrädde dem under sin andra riksdagsperiod. Han var bland annat ledamot i andra kammarens femte tillfälliga utskott 1920 och engagerade sig bland annat i skolfrågor.